# عروسة المولد

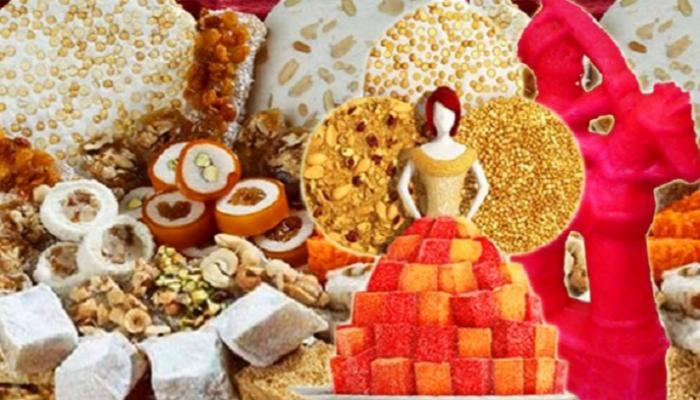
عروسة المولد - مصر

عروسة المولد هي حلوى على شكل عروسة تُزين بتاج مصنوع من أعواد الخشب وترتدى فستانًا مصممًا من ورق ملون وهي من عادات المصريين في احتفالهم بيوم المولد النبوي. ورغم أن عروسة المولد تُصنع أصلاً من السكر وتلعب بها البنات ثم يأكلنها، إلا أنها أصبحت تُصنع من البلاستيك وتتخذ أشكالا استحدثها عصر العولمة ولصنع عروسة المولد يتم مزج السكر بالماء ويُغلى المزيج على النار حتى يصبح قوامه غليظاً إلى درجة معينة، ثم يُصَبّ في قوالب ويُترَك حتى يبرد. ويتم إخراج الدمى بعد ذلك من القوالب، ثم يتم تلوينها وتزيينها.

## التاريخ
تباينت القصص والرويات حول بدايتها ففي رواية تقول أن الحاكم بأمر الله كان يحب أن تخرج إحدى زوجاته معه في يوم المولد النبوي، فظهرت في الموكب بثوب ناصع البياض وعلى رأسها تاج من الياسمين، فقام صنّاع حلوى المولد برسم الملكة والحاكم في قالب الحلوى على هيئة عروس جميلة، والحاكم تم صنعه فارسًا يركب جوادًا. وجاءت رواية آخرى ظهور عروسة المولد بأن الحاكم بأمر الله قرر منع إقامة أي من الزينات أوالاحتفالات بالزواج إلا في المولد النبوي، لذلك كان الشباب وعامة الناس ينتظرون أيام المولد لإتمام زواجهم، وكانت العروسة المصنوعة من الحلوى والمزينة بأبهى الألوان بمثابة الإعلان عن قرب الزواج وإقامة الأفراح، وكانت عروسة المولد النبوي هدية أهل العريس للعروسة.وذكرت رواية آخرى بأن بداية ظهور عروسة المولد النبوي تعود إلى تشجيع الخليفة الفاطمي جنوده المنتصرين على أعدائه بتزويجهم بعروس جميلة، فأصبحت عادة وقت احتفالات النصر كل عام أن يقوم ديوان الحلوى التابع للخليفة بصناعة عرائس جميلة من الحلوى، لتقديمها هدايا إلى القادة المنتصرين وعامة الشعب والأطفال.